# Humphreys County (Mississippi)
Das Humphreys County ist ein County im US-Bundesstaat Mississippi. Das U.S. Census Bureau hat bei der Volkszählung 2020 eine Einwohnerzahl von 7785 ermittelt.
Der Verwaltungssitz (County Seat) ist Belzoni, das nach Giovanni Battista Belzoni benannt wurde.

## Geographie
Das County liegt nordwestlich des geografischen Zentrums von Mississippi und ist im Westen etwa 50 km von Arkansas sowie Louisiana entfernt. Das Humphreys County hat eine Fläche von 1117 Quadratkilometern, wovon 34 Quadratkilometer Wasserfläche sind. Es grenzt an folgende Countys:
|                   | Sunflower County | Leflore County |
| Washington County |                  | Holmes County  |
| Sharkey County    | Yazoo County     |                |

## Geschichte

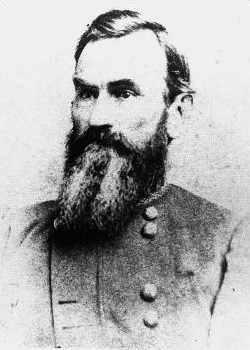
B. G. Humphreys

Das Humphreys County wurde am 28. März 1918 aus Teilen des Holmes-, Sunflower, Washington- und Yazoo County gebildet. Benannt wurde es nach Benjamin G. Humphreys (1808–1882), einem General der konföderierten Armee im Bürgerkrieg und Gouverneur von Mississippi (1865–1868).

Ein Ort hat den Status einer National Historic Landmark, die archäologische Fundstätte Jaketown Site. Sechs Bauwerke und Stätten des Countys sind insgesamt im National Register of Historic Places eingetragen (Stand 1. Februar 2018).

## Demografische Daten

Alterspyramide des Humphreys Countys (Stand: 2000)

Nach der Volkszählung im Jahr 2000 lebten im Humphreys County 11.206 Menschen in 3765 Haushalten und 2695 Familien. Die Bevölkerungsdichte betrug 10 Personen pro Quadratkilometer. Ethnisch betrachtet setzte sich die Bevölkerung zusammen aus 27,17 Prozent Weißen, 71,51 Prozent Afroamerikanern, 0,10 Prozent amerikanischen Ureinwohnern, 0,27 Prozent Asiaten und 0,64 Prozent aus anderen ethnischen Gruppen; 0,31 Prozent stammten von zwei oder mehr Ethnien ab. 1,50 Prozent der Bevölkerung waren spanischer oder lateinamerikanischer Abstammung, die verschiedenen der genannten Gruppen angehörten.
Von den 3765 Haushalten hatten 36,6 Prozent Kinder unter 18 Jahren, die mit ihnen lebten. 38,3 Prozent waren verheiratete, zusammenlebende Paare, 27,7 Prozent waren allein erziehende Mütter und 28,4 Prozent waren keine Familien. 24,9 Prozent aller Haushalte waren Singlehaushalte und in 10,9 Prozent lebten Menschen im Alter von 65 Jahren oder darüber. Die durchschnittliche Haushaltsgröße lag bei 2,95 und die durchschnittliche Familiengröße bei 3,54 Personen.
32,7 Prozent der Bevölkerung war unter 18 Jahre alt, 10,7 Prozent zwischen 18 und 24, 25,8 Prozent zwischen 25 und 44, 18,8 Prozent zwischen 45 und 64 Jahre alt und 12,0 Prozent waren 65 Jahre oder älter. Das Durchschnittsalter betrug 30 Jahre. Auf 100 weibliche kamen statistisch 87,5 männliche Personen und auf 100 Frauen im Alter von 18 Jahren oder darüber kamen 78,7 Männer.

Das durchschnittliche Einkommen eines Haushaltes betrug 20.566 USD, das einer Familie 23.719 USD. Männer hatten ein durchschnittliches Einkommen von 24.948 USD, Frauen 19.201 USD. Das Prokopfeinkommen lag bei 10.926 USD. Etwa 32,4 Prozent der Familien und 38,2 Prozent der Bevölkerung lebten unterhalb der Armutsgrenze.

## Städte und Gemeinden
| - Belzoni - Isola - Louise | - Midnight - Silver City |